# Elezioni politiche a San Marino del 1969
Le elezioni politiche a San Marino del 1969 si tennero il 7 settembre per il rinnovo del Consiglio Grande e Generale.

## Sistema elettorale
L'elettorato attivo e passivo, già riservato ai cittadini sammarinesi maschi che avessero compiuto i 24 anni di età. Le donne avevano il diritto di voto (elettorato attivo) ma non l'elettorato passivo. 

## Risultati
| Partito Democratico Cristiano Sammarinese   | 5 708  | 44,02 | 27 |  |  |  |
| Partito Comunista Sammarinese               | 2 952  | 22,77 | 14 |  |  |  |
| Partito Socialista Indipendente Sammarinese | 2 328  | 17,95 | 7  |  |  |  |
| Partito Socialista Sammarinese              | 1 544  | 11,91 | 11 |  |  |  |
| Movimento Libertà Statutarie                | 273    | 2,11  | 1  |  |  |  |
| Movimento Comunista Marxista Leninista      | 161    | 1,24  | –  |  |  |  |
| Totale                                      | 12 966 | 100   | 60 |  |  |  |
|                                             |        |       |    |  |  |  |
| Voti non validi                             | 321    | 2,42  |    |  |  |  |
| Votanti                                     | 13 287 | 79,47 |    |  |  |  |
| Elettori                                    | 16 720 |       |    |  |  |  |

La maggioranza viene costituita da PDCS e PSDIS. Nel 1973 la maggioranza entra in crisi e viene sostituita da una nuova coalizione composta da PDCS, PSS e MLS.